# كوشاك (آراغاتسوتن)
مدينة كوشاك (بالإنجليزية: Quchak)‏ هي إحدى المدن التابعة لمقاطعة آراغاتسوتن في أرمينيا. يقدر عدد سكانها بـ 2525 نسمة حسب الإحصاء الذي جرى عام 2011.